# ماریو و سونیک در زمستانی المپیک
ماریو و سونیک در بازی‌های زمستانی المپیک (به انگلیسی: Mario & Sonic at the Olympic Winter Games) بازی جمعی و ورزشی محصول سال ۲۰۰۹ می‌باشد که توسط سگا توسعه یافته‌است. این بازی در اکتبر سال ۲۰۰۹ بر روی وی و نینتندو دی‌اس منتشر گردید و اولین بازی ویدئویی رسمی بازی‌های المپیک زمستانی ۲۰۱۰ می‌باشد.